# Moonlight Swim
Moonlight Swim (Lit. "Nadar a la luz de la luna") es una canción compuesta por Ben Weisman y Sylvia Dee grabada y popularizada por Elvis Presley como parte de la banda sonora de la película Blue Hawaii en 1961. Elvis grabó la canción en los estudios Radio Recorders de Hollywood durante la sesión de grabación del 22 de marzo de 1961 con producción de Steve Sholes. El tema fue editado en el álbum de la banda sonora de la película, que llevó homónimamente el nombre de Blue Hawaii, el 20 de Octubre del mismo año  En su momento, el álbum se convirtió en el disco de Presley de una banda sonora de películas con mayores ventas. 

## Músicos
- Elvis Presley - voz
- Hank Garland - guitarra
- Scotty Moore - guitarra
- Tiny Timbrell. - guitarra
- Bob Moore - bajo
- D.J. Fontana - batería
- Floyd Cramer - piano
- Dudley Brooks - celesta.
- Boots Randolph - saxofón
- Alvino Rey - steel guitar
- Fred Tavares y Bernie Lewis - ukeleles
- The Jordanaires - coros
- The Surfers - coros [1]

### Sobregrabación
- D. McCarty, V. Rees, L. Norman y J. Allen - coros [1]

## Letra
La lírica de la canción hace referencia a la propuesta de un joven (en este caso Elvis Presley) a un grupo de muchachas turistas.culo descapotado La propuesta de nadar a la luz de la luna reside en buscar un momento de relax lejos de la muchedumbre, aunque de manera sutil les deja vislumbrar que también existe la posibilidad de que se dé algún momento de amor y romance.  
Let's go on a moonlight swim        Vayamos a nadar a la luz de la luna
Far away from the crowd               Lejos de la muchedumbre
All alone upon the beach               Todos solos sobre la playa
Our lips and our arms                    Nuestros labios y nuestros brazos
Close within each other's reach     Cerca al alcance nuestro

Will be on a moonlight swim           Nosotros estaremos en una natación a la luz de la luna 

## Escena de la película
Moonlight Swim es interpretado por Elvis mientras viaja en su vehículo descapotado junto a un grupo de muchachas turistas, a las que recoge en su hotel y las lleva a conocer una plantación de piñas. Elvis trata de mantener un trato afable y humorista con ellas, principalmente debido al mal genio de una de ellas, Ellie (Jenny Maxwell) que se muestra disconforme y rebelde en todo momento. La propuesta de nadar a la luz de la luna es en ese contexto, meramente idílica y no se lleva a cabo y además el personaje de Elvis en la trama, ya tenía un vínculo sentimental con el de su compañera de reparto Joan Blackman.